# Eugène Charles Catalan
Eugène Charles Catalan, belgijski matematik, * 30. maj 1814, Brugge (Bruges), Belgija, † 14. februar 1894, Liege, Belgija.

## Življenje in delo
Catalan je študiral na École Polytechnique skupaj z Liovillom, leta 1833 se je izpisal, leta 1834 odšel v Châlons-sur-Marne in leta 1835 dokončal študij. Z Liovillovo pomočjo je leta 1838 dobil učiteljsko mesto za opisno geometrijo na École Polytechnique. Deloval je tudi na političnem področju. 
Največ je objavljal s področja teorije števil, verižnih ulomkov, opisne geometrije in kombinatorike. Leta 1838 je določil števila, ki se imenujejo po njem Catalanova števila, pri reševanju problema načina delitve sklenjenih konveksnih mnogokotnikov na trikotnike z diagonalami, ki se ne sekajo med seboj. Prvi je rešil problem Segner, čeprav njegova rešitev ni bila tako lepa kot Catalanova. Tudi Euler se je kot Binet ukvarjal s poenostavitvijo tega problema skoraj istočasno kot Catalan. Zaporedje Catalanovih števil je določeno neposredno z binomskimi koeficienti:
{\displaystyle C_{n}={\frac {1}{n+1}}{2n \choose n}={2n \choose n}-{2n \choose n+1}={\frac {(2n)!}{n!\;(n+1)!}},\qquad (n\geq 0)\!\,.}
Med drugim Catalanova števila določajo število načinov delitve mnogokotnikov z n + 2 stranicami na n trikotnikov, število načinov postavitve oklepajev v zaporedju števil, ki se jih množi po dva skupaj, število korenskih, trivalentnih dreves z n + 1 točkami in število poti dolžine 2n skozi kvadratno mrežo m × m, ki se ne dvignejo preko glavne diagonale. Catalanova števila so v tesni zvezi s Pascalovim aritmetičnim trikotnikom binomskih koeficientov {\displaystyle {n \choose r}} oziroma s Pascalovo matriko:
{\displaystyle {\begin{bmatrix}{\underline {1}}&1&1&1&1&1&1&1&1&1\\1&{\underline {2}}&3&4&5&6&7&8&9&10\\1&3&{\underline {6}}&10&15&21&28&36&45&55\\1&4&10&{\underline {20}}&35&56&84&120&165&220\\1&5&15&35&{\underline {70}}&126&210&330&495&715\\1&6&21&56&126&{\underline {252}}&462&792&1287&2002\\1&7&28&84&210&462&{\underline {924}}&1716&3003&5005\\1&8&36&120&330&792&1716&{\underline {3432}}&6435&11440\\1&9&45&165&495&1287&3003&6435&{\underline {12870}}&24310\\1&10&55&220&715&2002&5005&11440&24310&{\underline {48620}}\end{bmatrix}}\;.}
Števila središčne diagonale Pascalove matrike so določena s središčnimi binomskimi koeficienti:
{\displaystyle {2n \choose n}\!\,,}
števila na sosednjih diagonalah pa z:
{\displaystyle {\frac {1}{n+1}}{2n \choose n+1}\!\,.}
Razlike števil obeh diagonal dajo Catalanova števila:
| {\displaystyle n\;\,} | {\displaystyle {2n \choose n}} | {\displaystyle {2n \choose n+1}} | {\displaystyle C_{n}\;\,} |
| 0                     | 1                              | 0                                | 1                         |
| 1                     | 2                              | 1                                | 1                         |
| 2                     | 6                              | 4                                | 2                         |
| 3                     | 20                             | 15                               | 5                         |
| 4                     | 70                             | 56                               | 14                        |
| 5                     | 252                            | 210                              | 42                        |
| 6                     | 924                            | 792                              | 132                       |
| 7                     | 3432                           | 3003                             | 429                       |
| 8                     | 12870                          | 11440                            | 1430                      |
| 9                     | 48620                          | 43758                            | 4862                      |
| 10                    | 184756                         | 167960                           | 16796                     |
| 11                    | 705432                         | 646646                           | 58786                     |
| 12                    | 2704156                        | 2496144                          | 208012                    |
| 13                    | 10400600                       | 9657700                          | 742900                    |
| 14                    | 40116600                       | 37442160                         | 2674440                   |
| 15                    | 155117520                      | 145422675                        | 9694845                   |
| 16                    | 601080390                      | 565722720                        | 35357670                  |
| 17                    | 2333606220                     | 2203961430                       | 129644790                 |
| 18                    | 9075135300                     | 8597496600                       | 477638700                 |
| 19                    | 35345263800                    | 33578000610                      | 1767263190                |
| 20                    | 137846528820                   | 131282408400                     | 6564120420                |
| 21                    | 538257874440                   | 513791607420                     | 24466267020               |

Uvedel je Catalanovo konstanto določeno z vrsto:
{\displaystyle C_{a}\equiv G=\sum _{i=0}^{\infty }(-1)^{i}(2i+1)^{-2}=\beta (2)\cong 0,915965594\!\,,}
kjer je {\displaystyle \beta (2)} Dirichletova funkcija β. Leta 1844 je objavil Catalanovo domnevo. V opisni geometriji je uvedel periodično minimalno ploskev v prostoru {\displaystyle \mathbb {R} ^{3}}, ki jo je odkril leta 1855.

## Izbrana dela
- Elements de géométrie» (1843 in 1867),
- Traité élémentaire de géométrie descriptive (1852 in 1879),
- Traité élémentaire des series (1860),
- Cours d’analyse de l’Université de Liège (1870 in 1879),
- Recherches sur quelques produits infinis (1873),
- Sur des Formules relatives aux intégrales eulériennes (1885),
- Manuel de mécanique (1887).